# Минархизъм
Минархизъм (понякога като либертарианизъм на малката държава или ограниченото управление) е политическа идеология, която поддържа, че единствената легитимна функция на държавата е защита на индивидите от агресия, кражба, нарушаване на договор или измама (понякога наричани „държави тип нощен пазач“ - идеята произхожда от Адам Смит). Според минархистите „държавата е необходимото зло“ и те настояват, че тя трябва да се грижи само за живота, свободата и собствеността на всеки индивид.